# طوابع البريد والتاريخ البريدي لمايوت

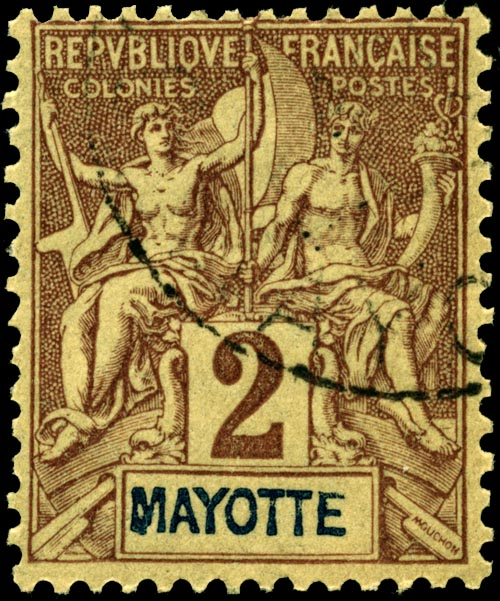
طابع الملاحة والتجارة أول إصدار من مايوت 1892

الطوابع البريدية والتاريخ البريدي لجزيرة مايوت في المحيط الهندي إحدى جزر أرخبيل جزر القمر الواقعة في الجانب الجنوبي الشرقي من أفريقيا.
كانت مايوت أول جزيرة قمرية تقع تحت النفوذ الفرنسي في بداية أربعينيات القرن التاسع عشر. لقد كانت المركز الإداري والبريدي الفرنسي في الأرخبيل. فبين عامي 1911 و1975 كان تاريخ مايوت البريدي مماثلاً لتاريخ جزر القمر الأخرى: جزء من مستعمرة مدغشقر ثم جزءاً من أراضي أرخبيل جزر القمر في الخارج.
في يوليو/تموز 1975 انحرف التاريخ البريدي لمايوت مرة أخرى عندما صوت سكانها في استفتاء على البقاء إقليماً فرنسياً. وبعد نقص الطوابع استخدمت طوابع فرنسا من فبراير 1976 إلى ديسمبر 1996.
من 1 يناير 1997 إلى 31 ديسمبر 2011 كانت مايوت تتمتع بالاستقلال البريدي وأصدرت طوابعها البريدية الخاصة. وشركة تابعة خارجية لشركة لا بوست قامت بإدارة العمليات البريدية فيها.
ثم اعتبارًا من 1 يناير 2012 ومع التكامل الكامل لمايوت مع فرنسا لم تعد الجزيرة تتمتع بالاستقلال البريدي وتستخدم طوابع فرنسا حصريًا.

## مركز النظام البريدي الفرنسي في جزر القمر
أصبحت مايوت مستعمرة فرنسية عندما اشترى القائد باسو الجزيرة من السلطان أندريانتسول في بداية أربعينيات القرن التاسع عشر. ومن المعروف وجود عدد قليل من الرسائل المرسلة قبل عام 1900 في مايوت أو جزر القمر: وأقدمها جاءت من مايوت في ديسمبر/كانون الأول 1850 ولا تحمل أي طابع بريدي.

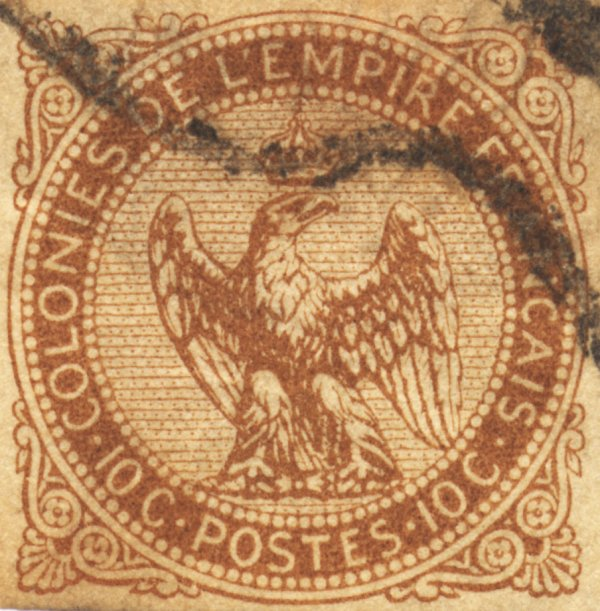
طابع النسر الإمبراطوري المستخدم في جميع المستعمرات الفرنسية

أرسلت الطوابع الأولى من سلسلة النسر الإمبراطوري المشتركة بين جميع المستعمرات الفرنسية في أواخر عام 1861 وبداية عام 1862. وأرسلوهم بين جزيرة مايوت ونوسي بي وهي جزيرة تقع في شمال مدغشقر. إن أقدم رسالة مختومة معروفة من مايوت يعود تاريخها إلى ديسمبر 1863.
وأرسلت الشحنات التالية من الطوابع من مايوت إلى الجزر القمرية الثلاث الأخرى عندما وقعت تحت النفوذ الفرنسي. في ذلك الوقت كان يكتب "مايوت وتوابعها" على ختم التاريخ الذي صدرت منه الرسائل، فقط عنوان المرسل أو المراسلات هي التي تشير إلى الأصل الحقيقي. إضافة إلى أنه حتى سبعينيات القرن التاسع عشر كان الإلغاء معين من النقاط به ثقب في المنتصف، ومن المستحيل تحديد المكان الذي قاموا فيه باستخدام الطابع ثم إزالته.
في تسعينيات القرن التاسع عشر وكما هو الحال في المستعمرات الفرنسية الأخرى صممت طوابع بريدية جديدة لتشمل اسم المستعمرة: وكان مكتب البريد ضحية للمضاربة بين مستعمرات العملة المنخفضة القيمة ومستعمرات العملة المرتفعة القيمة. ثم حصلت مايوت على طوابعها في نوفمبر 1892.

## جزء من مستعمرة مدغشقر وأرخبيل جزر القمر
مثل جزر القمر الأخرى وبعض المستعمرات حول مدغشقر ضُمت مايوت إداريًا إلى المستعمرة الأخيرة في عام 1911. أما في عام 1912 فقد طبعت جميع الطوابع المتبقية في مايوت لتكون بمثابة طوابع بقيمة 5 و10 سنتيمات.
خلال فترة مدغشقر صدر طابع بريدي عام 1942 احتفالاً بالذكرى المئوية لانضمام مايوت ونوسي بي إلى فرنسا مع صور دي هيل وجيهان وباسوت.
وفي وقت لاحق اعتبارًا من 15 مايو/أيار 1950 بدأت طوابع "أرخبيل جزر القمر" في مايوت مثل الفرنك الأفريقي. ثمانية طوابع بريدية من هذه الفترة تتعلق مباشرة بمايوت: موقع أول جهاز إرسال لاسلكي لجزر القمر (طابع بريدي عام 1960) وبطارية مدفعية دزاوودزي في سلسلة عام 1966 حول التحصينات العسكرية وثلاثة مناظر طبيعية في عام 1974 (شاطئ مويا وشيكوني ومامودزو) وخرائط على طوابع بريدية من تصميم بيير بيكيت في عامي 1971 و1974.

## منذ استقلال جزر القمر عام 1975

### نقص الطوابع (1976)
في عام 1974 جرت استفتاءات في جزر القمر الأربع بشأن رغبة سكانها في الاستقلال. وقد أدى التصويت بـ"لا" في مايوت إلى اتخاذ فرنسا قراراً بمعاملة الجزيرة بأسلوب منفصل. في 5 يوليو/تموز 1975 صوت برلمان جزر القمر لصالح الاستقلال في حين لم يصوت ممثلو مايوت لصالح الاستقلال.
ومن وجهة نظر بريدية تكمن المشكلة في أن مخزونات الطوابع البريدية موجودة في موروني في جزيرة القمر الكبرى وقد طبعوها بسرعة لحذف أي إشارة إلى السيادة الفرنسية.
في مايوت نقص الطوابع اعتبارًا من ديسمبر 1975. حتى وصول الطوابع الجديدة من فرنسا الحضرية حيث كان الحاكم يسمح باستخدام الطوابع المقطوعة على البريد. والهدف هو الحصول على ما يكفي من طوابع بقيمة 50 فرنك أفريقي لإرسال رسائل بسيطة إلى فرنسا.
قطعت الطوابع بقيمة 100 فرنك إلى اثنين والطوابع بقيمة 200 فرنك إلى أربعة. وقد طُبع عليها "الإدارة المؤقتة لمايوت" (أدمينيسغاسيو بغوفيسواغ دو مايوتث). وقطعت أربعة طوابع (حسب الترتيب الزمني):
- 200 فرنك " أنجريكوم إيبورنيوم" لعام 1969.
- 100 فرنك "هانسن 1841–1912" لعام 1973.
- 200 فرنك " بابلو بيكاسو 1881-1973" لعام 1973.
- و200 فرنك "سعيد عمر بن صومث المفتي العام لجزر القمر" صدرت سنة 1974.

قطع الطوابع البريدية بقيمة 20 فرنك حول "آرت كرافت - بريسلت" لعام 1975 إلى نصفين للمساعدة في إكمال طابعين بقيمة 20 فرنك.
حددت كتالوجات الطوابع سعر مرتفع لهذه الطوابع (150 يورو كحد أدنى في ديلي 2006-2007) ويجب أن يكون الطابع على الغلاف ويلغى خلال فترة النقص التي انتهت بوصول الطوابع الفرنسية وإدخال الفرنك الفرنسي.

### استخدام الطوابع الفرنسية (1976–1996)
في فبراير 1976 وصلت طوابع مماثلة لتلك المستخدمة في فرنسا الحضرية. كما حدث في ريونيون في يناير 1975 وحل الفرنك الفرنسي محل الفرنك الأفريقي بناءً على معهد إصدار ما وراء البحار وهو البنك الذي أصدر فرنك سي أف بيه.
كان طابع التاريخ فقط هو ما يميز الطابع البريدي المستخدم في مايوت.

### استقلالية الطوابع (1997–2011)
قسم خارجي من لابوست يشغل البريد في مايوت.
حصلت الجزيرة على استقلالية الطوابع في 2 يناير 1997، يمكن للمؤسسات المحلية اختيار مواضيع الطوابع: شعار النبالة والأعمال الفنية والتقاليد والحيوانات والنباتات موجودة في كل مكان. وتستمر بطباعتها مطبعة البريد الفرنسية -فيلابوست بولازاك- المعروفة سابقًا باسم "طباعة الطوابع البريدية والأوراق المالية الائتمانية (آي تي في أف)" والتي يظهر اسمها في أسفل الطوابع.
لم تعد الطوابع الفرنسية مقبولة اعتبارًا من 31 مارس 1997 ولكن سلسلة ماريان النهائية تحمل اسم "مايوت". وفي عام 2001 قاموا بالانتهاء من السلسلة الثانية النهائية ماريان: خريطة بالأبيض والأسود للجزيرة. وكان هناك تقارب آخر مع طوابع متروبوليتان وهي الفئة المزدوجة بالفرنك واليورو بين يوليو 1999 وديسمبر 2001.
كان الطابع البريدي الأخير لمايوت إصدار مشترك مع تي إيه إيه أف. فاعتبارًا من 2 يناير 2012 أصبحت طوابع فرنسا صالحة في مايوت ومنذ 1 أبريل 2012 أصبحت الطوابع الوحيدة المعروضة للبيع في مكاتب بريد مايوت. وتظل طوابع مايوت صالحة دون حد زمني.

## الجدول الزمني
| السنين       | الطوابع المستعملة                         |
| ------------ | ----------------------------------------- |
| 1850؟ -1861؟ | لا أحد                                    |
| 1861؟ -1892  | طوابع المستعمرات العامة                   |
| 1892–1912    | مايوت                                     |
| 1912–1950    | مدغشقر                                    |
| 1950–1975    | أرخبيل جزر القمر                          |
| 1975–1996    | فرنسا                                     |
| 1997–2011    | مايوت                                     |
| 2012-....    | فرنسا                                     |
| النقش        |                                           |
|              | التاريخ المفترض أو التاريخ الأول المعروف. |